# 印度东北部

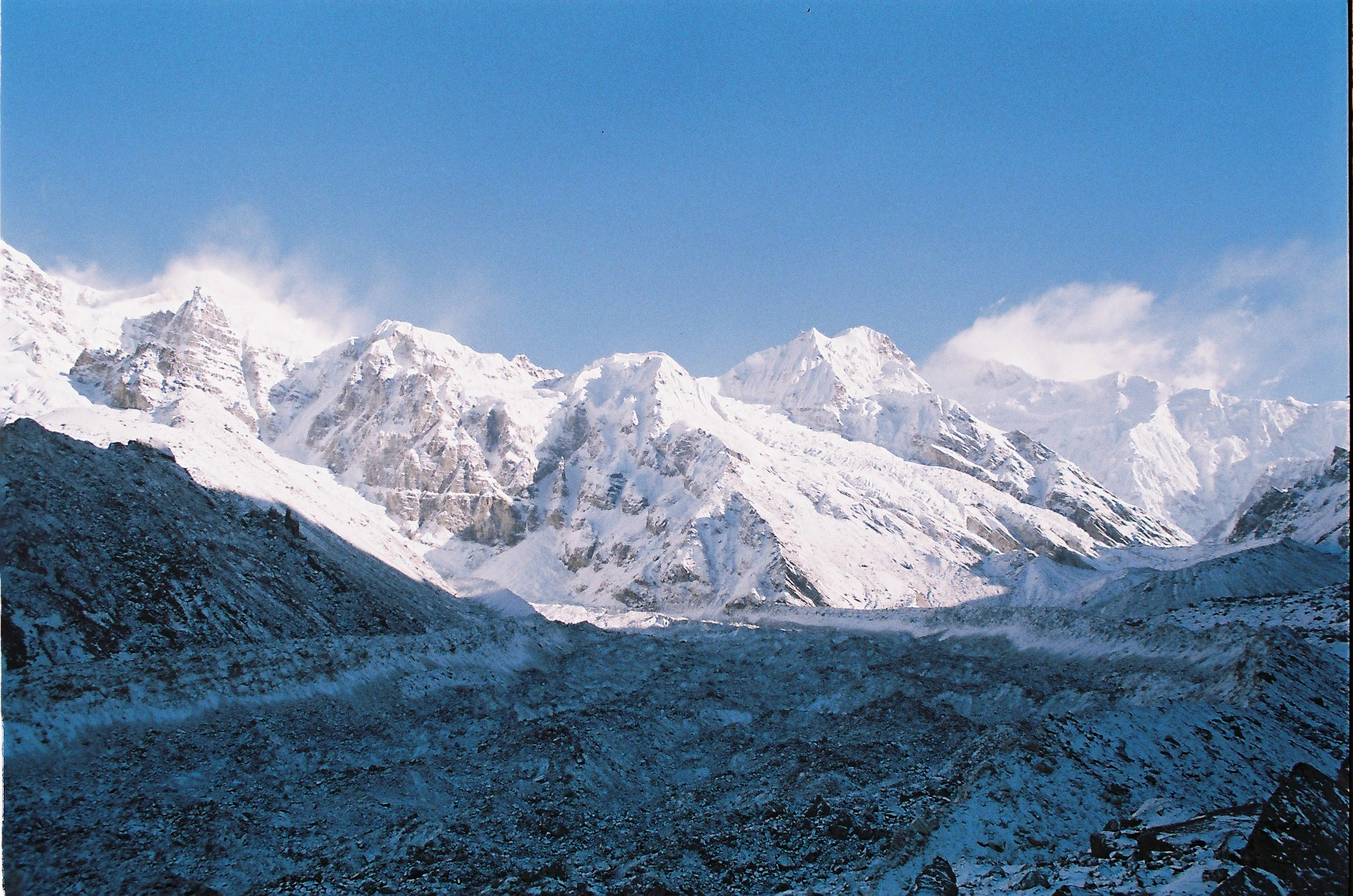
锡金的喜马拉雅山脉

印度东北部是指印度最东部的区域，包括互相毗邻的七个邦和锡金邦，其中阿魯那恰爾邦與中國有領土爭議（中國稱為藏南地區）。該地區與幾個鄰國共享5,182公里（3,220英里，約佔其總地理邊界的99%）的國際邊界，北部1,395公里（867英里）與中國西藏相連，東部1,640公里（1,020英里）的邊界其中與緬甸交界1,596公里（992英里），西南與孟加拉國97公里（60英里），西部與尼泊爾相距97公里（60英里），西北與不丹共享455公里（283英里）。它的總面積為262,230平方公里（101,250平方英里），幾乎是印度面積的8%。

## 行政
由於民族、語言、宗教複雜，長期有印度东北部冲突。锡金邦和西孟加拉邦北部地区，被正式承认为特殊的国家类别，由东北部区域理事会（NEC）协调该地区经济社会发展。印度的東望（Look-East）互聯互通項目將印度東北部與東盟連接起來。阿薩姆邦的古瓦哈提市被稱為東北門戶，是印度東北部最大的大都市。

## 环境
東北地區在地理上可分為喜馬拉雅東部、帕特凱和雅魯藏布江以及巴拉克山谷平原。印度東北部（在印度-馬來亞、印度-中國和印度生物地理領域的交匯處）主要是潮濕的亞熱帶氣候，夏季炎熱潮濕，季風強烈，冬季溫和。除了印度的西海岸，該地區還有一些印度次大陸僅存的熱帶雨林，它們支持著多樣化的動植物群和多種作物物種。該地區的石油和天然氣儲量估計佔印度總潛力的五分之一。
印度東北部屬亞熱帶氣候，受西南季風和東北季風的影響。北部的喜馬拉雅山脈、南部的梅加拉亞高原以及東部的那加蘭邦、米佐拉姆邦和曼尼普爾邦的丘陵影響氣候。由於源自孟加拉灣的季風向東北移動，這些山脈迫使潮濕的風向上，導致它們絕熱冷卻並凝結成雲，在這些斜坡上釋放強降水。它是該國最多雨的地區，許多地方的年平均降水量為2,000毫米（79英寸），主要集中在季風季節的夏季。位於梅加拉亞高原的乞拉朋齐是世界上雨量最多的地方之一，年降水量為11,777毫米。雅魯藏布江和巴拉克河谷平原的溫度適中，在丘陵地區隨著海拔的升高而降低。在最高海拔处，有永久的積雪。一般來說該地區有3個季節：冬季、夏季和雨季，其中雨季與夏季月份重合，就像印度其他地區一樣。冬季為11月初至3月中旬，夏季為4月中旬至10月中旬。

## 邦
1. 阿鲁纳恰尔邦（与中国有領土争议）
2. 阿萨姆邦
3. 曼尼普尔邦
4. 梅加拉亚邦
5. 米佐拉姆邦
6. 那加兰邦
7. 特里普拉邦
8. 锡金邦

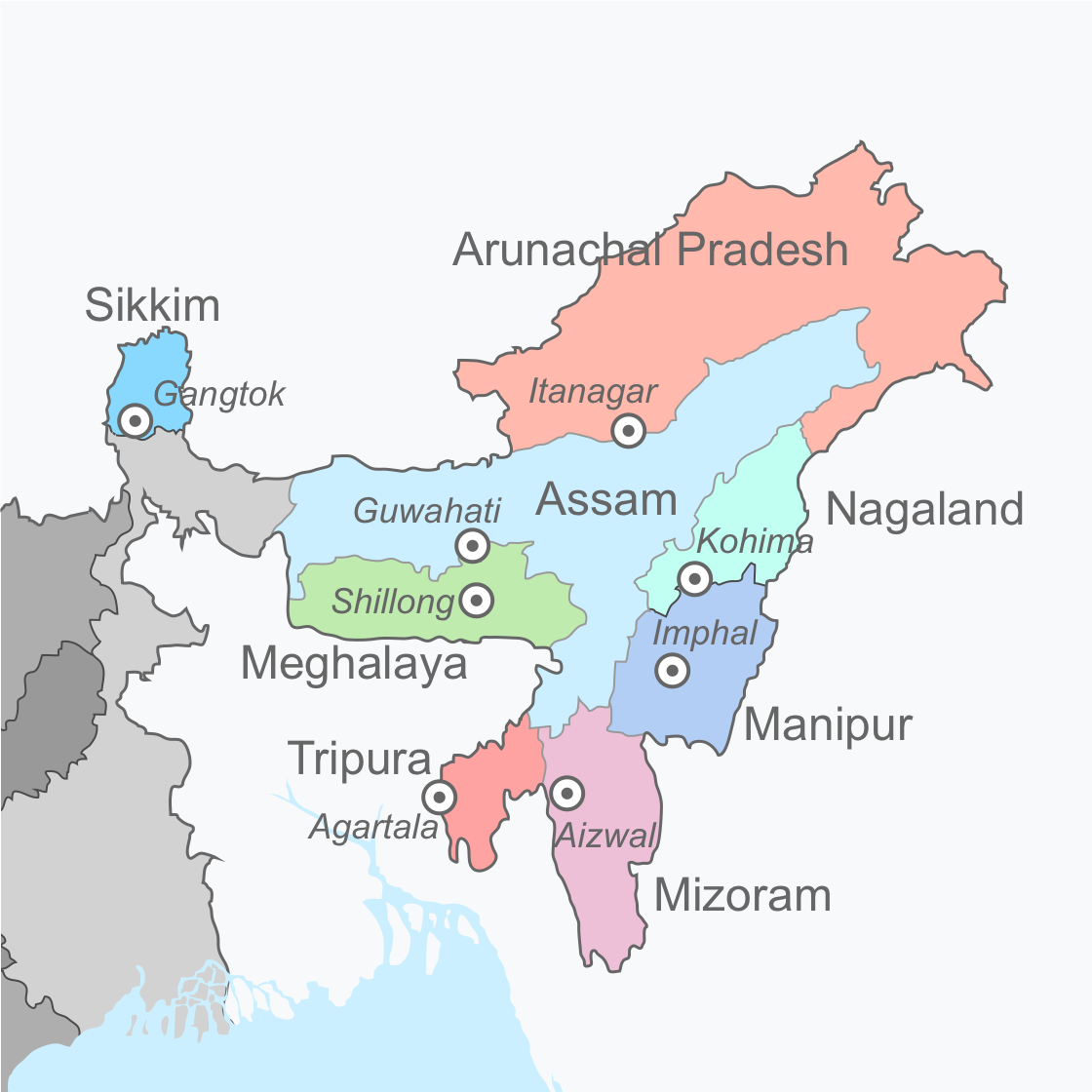

其中，锡金在1947年成为印度的保护国，在1975年正式成为印度的一个邦。印度东北部与尼泊尔、不丹、中国、缅甸和孟加拉国接壤。它们与印度其他部分之间以宽度只有21千米的西里古里走廊相连。有时北孟加拉的一部分到西里古里以东也被包括进邻近的印度东北部。本地区有几个较大的独立运动（阿萨姆、曼尼普尔）。以上7个邦总面积262,222平方公里，除去阿鲁纳恰尔邦、锡金邦的大阿萨姆地区面积为171,383平方公里，不包括阿鲁纳恰尔邦的印度东北部面积为178,479平方公里。印度东北部在行政上属于印度的时间較晚，早期歷史多被西藏、大理國、緬甸或是中原王朝所統治，要到近代英印軍隊進入此地區，才納入印度版圖，在此之前印度東北部實際上為不屬於印度的土邦。當地人種和印度其他地方不同，多数是蒙古人種，語言屬藏緬與南亞語系。

## 參见
- 印度東部
- 印度西部
- 印度南部
- 印度北部